# Léon, Landes
Léon är en kommun i departementet Landes i regionen Nouvelle-Aquitaine i sydvästra Frankrike. Kommunen ligger i kantonen Castets som tillhör arrondissementet Dax. År 2022 hade Léon 2 182 invånare.

## Befolkningsutveckling
Antalet invånare i kommunen Léon
Referens:INSEE